# سنگ‌نوردی در المپیک تابستانی ۲۰۲۰
سنگ‌نوردی یکی از ورزش‌های بازی‌های المپیک تابستانی ۲۰۲۰ است که از ۲ تا ۵ اوت ۲۰۲۱ برگزار شد.
این مسابقات در بخش دو بخش مردان و زنان در ۲ بخش انجام شد.

## برنامه مسابقات
| Q | مقدماتی | F | فینال |

| تاریخ | ۲ اوت | ۲ اوت | ۲ اوت | ۳ اوت | ۳ اوت | ۳ اوت | ۴ اوت | ۴ اوت | ۴ اوت | ۵ اوت | ۵ اوت | ۵ اوت |
| ----- | ----- | ----- | ----- | ----- | ----- | ----- | ----- | ----- | ----- | ----- | ----- | ----- |
| مردان | S     | B     | L     |       |       |       | S     | B     | L     |       |       |       |
| زنان  |       |       |       | S     | B     | L     |       |       |       | S     | B     | L     |

S = Speed, B = Bouldering, L = Lead

## جدول مدال‌ها
*   کشور میزبان (ژاپن)
| رتبه           | کشور                | طلا | نقره | برنز | مجموع |
| -------------- | ------------------- | --- | ---- | ---- | ----- |
| ۱              | اسلوونی             | ۱   | ۰    | ۰    | ۱     |
| ۱              | اسپانیا             | ۱   | ۰    | ۰    | ۱     |
| ۳              | ژاپن*               | ۰   | ۱    | ۱    | ۲     |
| ۴              | ایالات متحده آمریکا | ۰   | ۱    | ۰    | ۱     |
| ۵              | اتریش               | ۰   | ۰    | ۱    | ۱     |
| مجموع (۵ کشور) | مجموع (۵ کشور)      | ۲   | ۲    | ۲    | ۶     |

## نتایج
| رویداد | طلا                        | نقره                                | برنز                |
| مردان  | آلبرتو خینز لوپز · اسپانیا | ناتالیل کولمن · ایالات متحده آمریکا | یاکوب شوبرت · اتریش |
| زنان   | یانیا گارنبرت · اسلوونی    | میهو نوناکا · ژاپن                  | آکیو نوگوچی · ژاپن  |

## کشورهای شرکت کننده
- استرالیا (۲)
- اتریش (۲)
- کانادا (۲)
- چین (۲)
- جمهوری چک (۱)
- فرانسه (۴)
- آلمان (۲)
- بریتانیای کبیر (۱)
- ایتالیا (۳)
- ژاپن (۴) میزبان
- قزاقستان (۱)
- لهستان (۱)
- چین (۳)
- اسلوونی (۲)
- آفریقای جنوبی (۲)
- کره جنوبی (۲)
- اسپانیا (۱)
- سوئیس (۱)
- ایالات متحده آمریکا (۴)